# بوکتشینگل
بوکتشینگل (به لاتین: Bocktschingel) یک کوه در سوئیس است که در کانتون آوری واقع شده‌است. بوکتشینگل ۳٬۰۷۹ متر بالاتر از سطح دریا واقع شده‌است.